# Jona Kese
Jona Kese (hebr.: יונה כסה, ang.: Yona Kesse, ur. 1907 w Dobrem, gubernia chersońska, zm. 27 czerwca 1985) – izraelski polityk, w latach 1949–1965 poseł do Knesetu z listy Mapai.
W pierwszych wyborach parlamentarnych w 1949 po raz pierwszy dostał się do izraelskiego parlamentu. Zasiadał w Knesetach I, II, III,  IV i V kadencji. Pod koniec ostatniej swojej kadencji został posłem niezależnym.